# Mandarines (pel·lícula de 2013)
Mandarines (en l'alfabet georgià: მანდარინები Mandarinebi, en estonià: Mandariinid) és una pel·lícula estoniana-georgiana de 2013 dirigida, produïda i escrita pel director de cinema i guionista Zaza Urushadze.
La pel·lícula fou nominada a la millor pel·lícula de parla no anglesa dels premis Oscar de 2014 i fou premiada com a millor pel·lícula de parla no anglesa als Globus d'Or del 2016.
La trama de la pel·lícula, filmada a Guria (Geòrgia), transcorre durant la guerra d'Abkhàzia (1992-1993) i narra la història d'Ivo (Lembit Ulfsak), el qual amb l'ajuda del recol·lector de mandarines Margus (Elmo Nüganen) i el metge Juhan (Raivo Trass), salven la vida al txetxè Ahmed (Giorgi Nakashidze) i al georgià Niko (Misha Meskhi). El film, que examina les realitats en temps de guerra, transmet un missatge pacifista i indaga en el significat d'ésser humà.